# Джош Бівер
Джош Бівер (англ. Josh Beaver, 1 березня 1993) — австралійський плавець.
Учасник Олімпійських Ігор 2016 року.
Призер Ігор Співдружності 2014, 2018 років.